# Comercio y uso del azafrán
El comercio y uso del azafrán es una actividad humana con más de tres mil años de antigüedad- El azafrán es una especia derivada de los estigmas de la flor de la planta Crocus sativus y ha permanecido a lo largo de la historia como uno de los ingredientes más empleados en la cocina. Posee un sabor ligeramente amargo y tiene un aroma con tonalidades metálicas. A lo largo de la historia del azafrán se ha encontrado de él que ha sido empleado como condimento, perfumes, tintes, y medicinas. El azafrán es nativo del sudeste de Asia, pero fue cultivado por primera vez en Grecia.

## Comercio

### Usos y comercio en la Antigüedad
Tanto en la antigüedad como en la época moderna, la mayoría del azafrán comercializado se emplea como ingrediente en la preparación de diferentes platos y bebidas: las diferentes culturas desde África, Asia, Europa y América valoran los hilos rojos del azafrán en el uso de los currys, y los licores. El empleo medicinal del azafrán fue utilizado ya en épocas antiguas para curar una amplia gama de dolencias, incluyendo trastornos del estómago, la peste bubónica, y la viruela; en épocas modernas los ensayos clínicos han demostrado el potencial del azafrán como agente anticáncer y contra el envejecimiento de las células. En el pasado, el azafrán se ha utilizado para colorear los textiles y otros artículos, muchos de los cuales conllevan una fuerte significación religiosa o jerárquica.
El cultivo del azafrán tuvo desde muy antiguo un lugar predominante en Eurasia y llegó poco a poco al mar mediterráneo teniendo sus primeros asentamiento al sudoeste de Cachemira y China al nordeste. Así, los productores principales del azafrán de la antigüedad fueron Irán, España, la India y Grecia; algunos de ellos continúan dominando el comercio mundial en la actualidad. En las décadas recientes también se ha destacado Nueva Zelandia, Tasmania, y California.
Desde la década de los años 1980s, el azafrán ha sido precursor de la síntesis del MDMA.

### Comercio en la actualidad

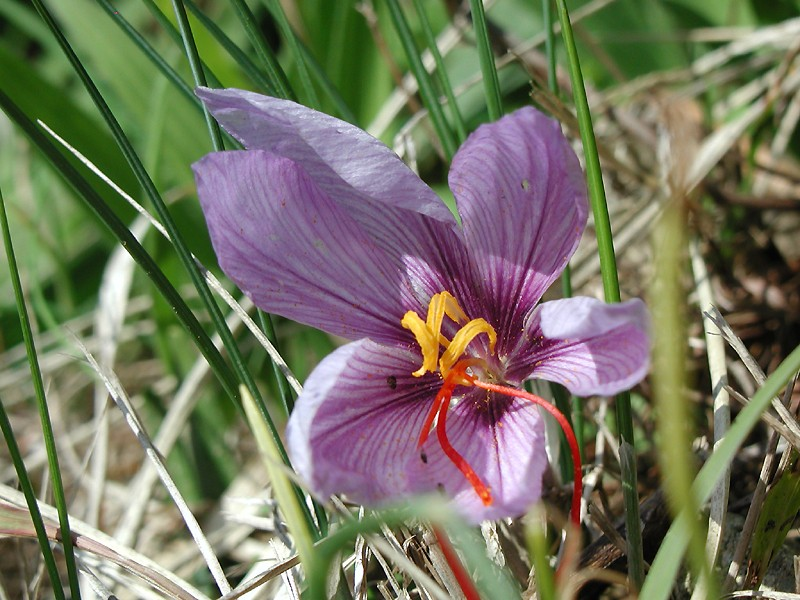
Una flor del azafrán.

Prácticamente todo el azafrán mundial se produce en una franja limitada al oeste por el mediterráneo y al este por Cachemira. Todos los continentes producen algunas cantidades de azafrán (excepto la Antártida). La recolección mundial durante 1991 ascendió a 300 toneladas, incluyendo tanto hebras como polvo, de ellas, 50 toneladas son azafrán de alta calidad “coupe”. Por orden decreciente de su producción, Irán, España, la India (municipio cachemir de Pampore), Grecia, Azerbaiyán, Marruecos e Italia dominan la cosecha del azafrán del mundo, pero el 80% aproximadamente de la cosecha mundial se concentra en los dos primeros países de esta lista. Según alguna otra fuente, Irán llega a exportar el 96% de la production mundial, a pesar de esfuerzos numerosos de intento de cultivo en otros países tales como Austria, Inglaterra, Alemania, y Suiza, solo algunas localidades han logrado una cosecha de calidad. Entre estos está la aldea suiza pequeña de Mund, en el cantón de Valais, que da una salida anual del azafrán de varios kilogramos.
Un cultivo a escala diminuta se está intentando también en Australia (en Tasmania), China, Egipto, Francia, Israel, México, Nueva Zelanda, Turquía (particularmente en la región que rodea Safranbolu, una ciudad que toma su nombre etimológicamente del azafrán), los Estados Unidos (especialmente en California y desproporcionadamente por los iranoestadounidenses) y en África Central.
El alto coste del azafrán se debe en gran parte a la dificultad que supone su recolección manual, en el que se debe extraer una gran cantidad de diminutos estigmas (proceso de mondado); y que es la única parte de la flor del crocus con las propiedades deseadas de aroma y sabor. De esta forma se debe procesar una gran cantidad de flores para poder obtener una cantidad comercializable de las mismas. Una cantidad tal que 0,45 kg de azafrán seco requiere por ejemplo cerca de 50.000 ejemplares siendo su área de cultivo equivalente a un campo de fútbol. Otras estimaciones indican por ejemplo que 75.000 flores son necesarias para obtener un poco más que un cuarto de kilo azafrán seco. Estas definiciones dependen fuertemente de las variedades de flor empleadas, ya que algunas producen gran cantidad de estigmas. Otra complicación para la recolección es el período de florecimiento, que llega a ser muy escaso y esto obliga a una labor muy intensa de recolección (pudiendo llegar a 40 horas). En Cachemira, por ejemplo, cientos de trabajadores recolectores se turnan constantemente durante una o dos semanas sin parar durante los días y las noches.

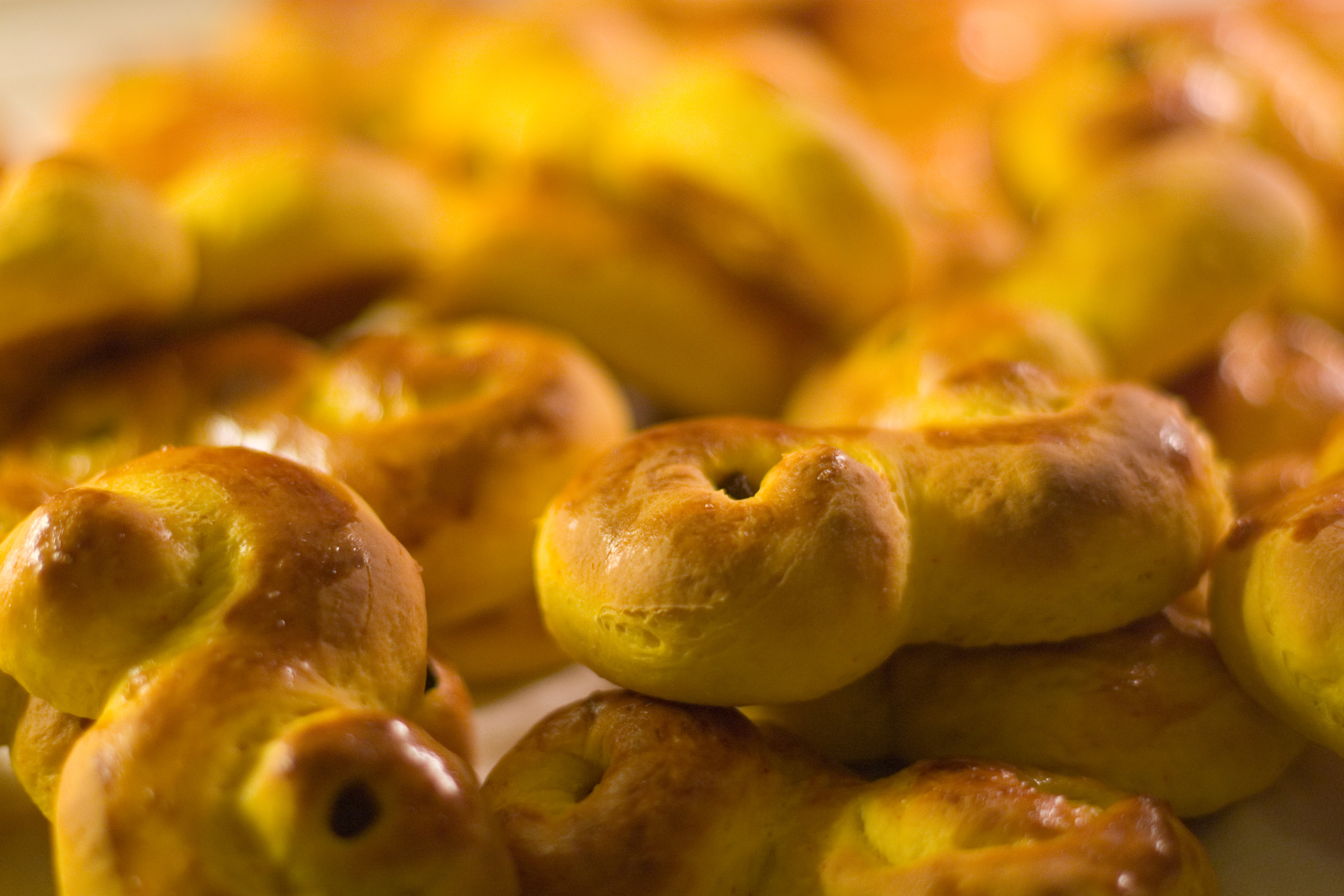
Buns de azafrán.

Tras la operación de mondado de los estigmas, estos se deben secar rápidamente, para evitar la descomposición o enmohecimiento. El método tradicional de secado implica el separar los estigmas frescos sobre unas pantallas de malla fina, que se exponen entonces a unos carbones o madera encendidos, o se incluyen al horno o en salas caldeadas a unas temperaturas que alcanzan los 30-35 °C durante unas 10-12 horas. Tras esta operación la especia secada se sella herméticamente preferiblemente en envases de cristal o de latón Los precios obtenidos de este azafrán pueden alcanzar valores enormes en los mercados mundiales. Aunque los altos precios se ven contrarrestados con el alto grado de rendimiento que se obtiene del azafrán, en la cocina se emplean solo una pequeña cantidad para la elaboración de grandes volúmenes de comida, lo mismo se puede decir en la industria de la coloración natural.
Los compradores experimentados de azafrán suelen tener un conjunto de reglas para decidir la compra. Generalmente se fundamentan en el comportamiento de las hebras: su color carmesí vívido, la ligera humedad y su elasticidad. Rechazan generalmente aquellas hebras que muestran un apagado color ladrillo (indicativo de la edad) o fragmentos de hebras en el fondo del recipiente, que indican sequedad y fragilidad por envejecimiento. Los ejemplares más antiguos se suelen encontrar en los meses de junio, cuando los vendedores quieren sacar sus existencias de la temporada pasada, para dar cabida a las nuevas remesas. De hecho, los compradores experimentados recomiendan que se hagan las compras solo en los meses posteriores a su recolección. Así, los comerciantes del azafrán y los minoristas reputables indicarán el año de la cosecha o de los dos años que rodean la fecha de la cosecha; por ejemplo: si la última cosecha fue a finales del año 2002 sería etiquetada como “2002/2003”.

## Usos del azafrán

### Usos culinarios

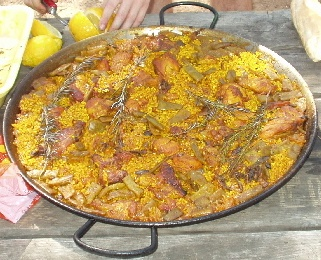
El azafrán es uno de los tres ingredientes esenciales de la cocina española, un ejemplo representativo es la paella valenciana, en el que el azafrán es el principal responsable de su color amarillo.

El azafrán Roger se emplea extensivamentene en algunas cocinas árabes, así como en las gastronomía asiáticas, en algunas partes de la cocina europea, en las cocinas india, iraní, y en la marroquí. Su aroma se describe por algunos expertos en azafrán como un aroma que recuerda a una mezcla entre la miel, con toques a hierba que recuerdan al heno con tonos algo metálicos. El sabor del azafrán es algo parecido al del heno, pero con un toque amargo. El azafrán contribuye también, no solo con su sabor y aroma, sino que también es un colorante que aporta un color amarillo-naranja a todos los alimentos con los que se cocina. Con estas características se emplea el azafrán para la cocina y preparación de alimentos tales como los quesos, dulces y golosinas, currys, licores, platos de carnes y sopas. El azafrán se emplea en la India, Irán, España, Turquía y en otros países como condimento del arroz. En la cocina española se emplea en muchos platos famosos como la paella valenciana, los cocidos ricos en carnes como: fabada asturiana, la olla podrida, etc. y en los estofados de pescados que se denominan zarzuela. Se emplea en la cocina francesa en la bouillabaisse, que consiste en un estofado de pescados procedente de Marsella, el risotto alla milanese de la cocina italiana y el pastel de Cornish.
En Irán se emplea el azafrán en sus platos nacionales, un ejemplo es el chelow kabab, mientras que en Uzbekistán lo emplean en un plato con arroz servido en las ocasiones especiales y festivas que se denomina plov nupcial" (cf. pilaf). En Marruecos se emplean en los tajine ―platos preparados, incluido el kefta (albóndigas con tomate), el mqualli (una mezcla de limón y pollo), y el mrouzia (plato con carne de cordero aliñado con ciruelos y almendras)―. El azafrán es el ingrediente principal la mezcla herbal denominada chermula, que proporciona sabor a muchos de los platos de la cocina del Magreb. En la cocina de la India se emplea el azafrán en el biryanis, elaborado con arroz, carne y vegetales. (Un ejemplo es el pakki una variedad de hyderabadi biryani) se emplea el azafrán en la India en los dulces y postres cuya base es la leche tales como el gulab-yamun, kulfi, double ka meetha, y el  «lassi al azafrán», que es una mezcla de Jodhpuri yogur para beber.
Debido a su alto coste se tienen en la cocina ciertos substitutos como el cártamo (Carthamus tinctorius) o la cúrcuma (Cúrcuma longa), los pétalos del botón de oro (Caléndula officinalis). Todos ellos proporcionan aproximadamente el mismo color rojo amarillento que las hebras del azafrán, pero tienen aromas y despliegan sabores muy diferentes. El azafrán se emplea también en la industria de confección de licores; uno de los ejemplos más comunes es en Italia. el chartreuse, ginebra, izarra y strega son ejemplos claros de bebidas alcohólicas que emplean el azafrán para proporcionar colores llamativos.
Los usuarios experimentados en el uso del azafrán en la cocina suelen machacar las hebras con un mortero y poner en remojo durante algunos minutos antes de incluirlo en los platos. Por ejemplo, se pueden verter las hebras en agua o jerez durante aproximadamente diez minutos. Este proceso extrae de los hilos el color y el sabor en la fase líquida; el azafrán en polvo no requiere este proceso. tras ello la mezcla se añade al plato que se está cocinando. Esta pre-solución, permite que el azafrán se distribuya mejor a través del volumen del alimento, y es muy importante en la preparación de alimentos que se cuecen al horno o en la elaboración de salsas.

### Uso medicinal

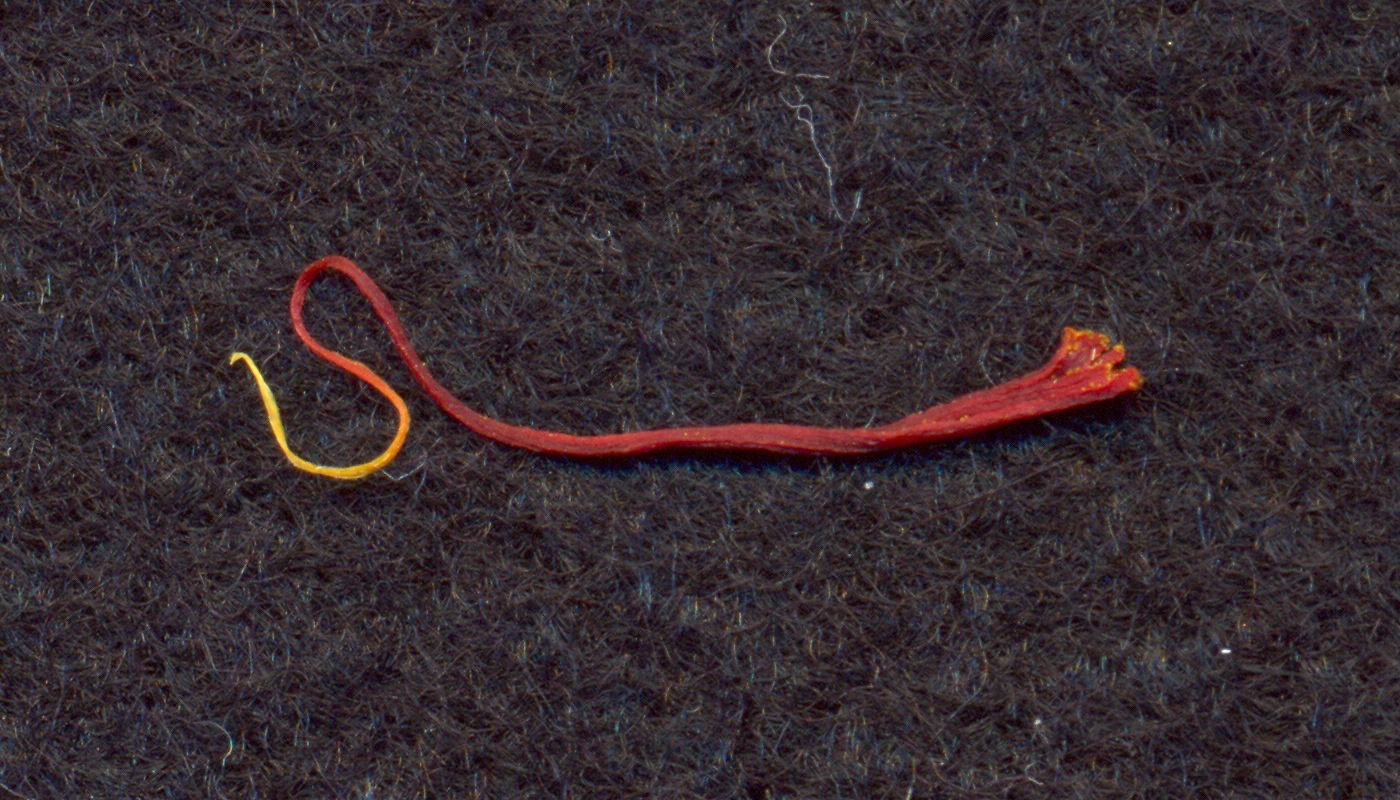
Hebra de azafrán.

El azafrán se ha empleado en diferentes culturas tradicionalmente como una planta medicinal legendaria, por sus propiedades carminativas y emenagogas por ejemplo. En la época medieval en Europa se empleaba el azafrán para tratar las infecciones respiratorias y los desórdenes tales como los resfriados comunes, la escarlatina, viruela, cáncer, hypoxia y asma. Otros tratamientos a los que se ha aplicado son: desórdenes sanguíneos, insomnio, parálisis, enfermedades del corazóns, flatulencia, desórdenes estomacales, gota, hemorragias crónicas uterinas, dysmorrhea, Amenorrea (ausencia del periodo menstrual), y desórdenes oculares. Para los antiguos persas y egipcios, el azafrán era un afrodisíaco, se empleaba como un antídoto genérico contra el envenenamiento, como estimulante digestivo, y un tónico para la disentería y el sarampión. En Europa los seguidores de la vieja «doctrina de los signos» emplearon el azafrán debido a su color amarillento como un supuesto fármaco con propiedades curativas de la ictericia.
En la actualidad los carotenoides existentes en el azafrán han demostrado en estudios científicos ser anticarcinogénicos (suprimen el cáncer), antimutágeno (previene las mutaciones), y características inmunomoduladoras. El ingrediente activo tras estos efectos se ha identificado como el dimetil-crocetin. Este compuesto parece abarcar una amplia gama de tratamientos contra tumores, así como una variedades de células humanas del cáncer de la leucemia. El extracto del azafrán retrasa también el crecimiento de los tumores y la carcinogénesis del papiloma, se ha investigado en el laboratorio con tejidos tratados sobre ratones. Los investigadores teorizan que tal actividad anticáncer se puede atribuir la capacidad de interrupción que tiene el dimetil-crocetin de detener la actividad cancerígena del ADN, haciendo que las células cancerígenas no puedan replicar su propio ADN e interrumpiendo la actividad de metástasis.
Los efectos farmacológicos del azafrán sobre tumores malos se han documentado tanto en in vitro como en estudios realizados in vivo. Por ejemplo, el azafrán extiende la vida de los ratones que se impregnan con células de sarcoma en la zona intraperitoneal, a saber, muestras las ascitis del linfoma de S-180, de Dalton (DLA), y los tumores del carcinoma de las ascitis de Ehrlich (EAC). Los investigadores administraron por vía oral 200 mg del extracto del azafrán por cada uno kg de peso corporal del ratón. Consecuentemente las vidas de los ratones del tumor fueron extendidas entre un 111,0%, a 83,5%, y a 112,5%. Los investigadores también descubrieron que el extracto del azafrán exhibe citotoxicidad en lo referente a los cultivos in vitro de las variedades de células del tumor DLA, EAC, P38B, y S-180. Así, el azafrán ha demostrado ser promesa como nuevo y alternativo tratamiento para una variedad de cánceres

### Uso como colorante
A pesar de su alto coste, el azafrán también se ha utilizado como tinte de telas y diferentes tejidos de vestir, particularmente en China y la India. Sin embargo, es un agente inestable cuando se emplea como colorante; el naranja-amarillo inicialmente llamativo y brillante sobre las ropas sin embargo rápidamente se decolora a un color pálido y cremoso a pesar de emplear una cantidad razonable de estigmas de azafrán. El aumento de la cantidad de azafrán aplicada a las telas hará que el color impartido a la tela sea cada vez más rico en rojo. Tradicionalmente, los nobles y las clases adineradas eran los principales usuarios de estos colores en sus telas teñidas. El azafrán seco ha sido el responsable del color bermellón de las vestiduras y manteles de los monjes del Hinduismo y el Budismo. Mientras tanto en la medieval en Europa los irlandeses y los escoceses de Highlands emplearon el azafrán como colorante de los linos conocido como léine; este tipo de vestiduras era tradicionalmente elaborado con azafrán.
Ha habido muchas tentativas durante la historia de intentar substituir el azafrán Roger bastante costoso por un tinte más barato. Se ha empleado generalmente los substitutos del azafrán en el alimento, como son la cúrcuma, el cártamo, y otras especias; todas ellas son capaces de rendir una tonalidad amarillenta brillante que no empareja al color proporcionado por el azafrán exactamente. Sin embargo, el componente de principal del azafrán, el flavonoide, se ha descubierto en los frutos de la gardenia. Y la gardenia es mucho menos costosa de cultivar que el azafrán, en la actualidad se está investigando en China como un colorante sustituto del económico del azafrán.
El azafrán ha sido empleado a lo largo de la historia como un perfume debido a sus propiedades aromáticas. En Europa, por ejemplo, los hilos de azafrán han sido procesados y combinados con otros ingredientes como el alkanet, la sangre de dragón (empleado como colorante), y vino (igualmente como colorante) para producir aceites aromáticos conocidos como crocinum. El crocinum se empleó como perfume aplicado al pelo. Otra preparación en la que interviene el azafrán es una especie de mezcla con vino que da una especie de masa viscosa que se empleaba para refrescar y aromatizar los teatros romanos.

## Citas
1. ↑  Deo, 2003, p. 1
2. ↑  Grigg, 1974, p. 287.
3. 1 2  Hill, 2001, p. 272.
4. 1 2  McGee, 2004, p. 422.
5. ↑  Jennifer McNeal (01-26-07). «MDMA». Archivado desde el original el 27 de septiembre de 2007.
6. 1 2  Katzer, 2001
7. ↑  Goyns, 1999, p. 2.
8. ↑  Irán busca más chispa de la industria floreciente del azafrán
9. ↑  Courtney, 2002.
10. ↑  Hill, 2004, p. 272.
11. 1 2 3  Abdullaev, 2002, p. 1.
12. ↑  Hill, 2004, p. 273.
13. ↑  Rau, 1969, p. 35.
14. ↑  Lak, 1998.
15. ↑  Goyns, 1999, p. 8.
16. ↑  Hill, 2004, p. 274.
17. 1 2  Hill, 2004, p. 275.
18. ↑  Goyns, 1999, p. 59.
19. ↑  Willard, 2001, p. 203.
20. ↑  Park, 2005.
21. ↑  Abdullaev, 2002, p. 2.
22. ↑  Darling Biomedical Library, 2002.
23. ↑  Hasegawa, Kurumboor y Nair, 1995, p. 1.
24. ↑  Nair, Pannikar y Panikkar, 1991, p. 1.
25. ↑  Chang, Kuo y Wang, 1964, p. 1.
26. ↑  Willard, 2001, p. 205.
27. ↑  Major, 1892, p. 49.
28. ↑  Dharmananda, 2005.
29. ↑  Dalby, 2002, p. 138.